# Estadi Malvinas Argentinas
L'Estadi Malvinas Argentinas és un estadi de futbol de la ciutat de Mendoza, a l'Argentina. Té una capacitat per a 42.000 espectadors i hi disputa els seus partits com a local el club Godoy Cruz.
Va ser inaugurat l'any 1978 i va ser seu de la Copa del Món de Futbol de 1978.
L'estadi fou remodelat l'any 2011 amb motiu de la celebració de la Copa Amèrica de futbol de 2011.
També ha estat seu de diversos partits de rugbi de la selecció argentina, com els de The Rugby Championship.